# Lalgaye
Pour le département, voir Lalgaye (département).
Lalgaye est une commune rurale et le chef-lieu du département de Lalgaye dans la province du Koulpélogo de la région Centre-Est au Burkina Faso.

## Géographie
La commune est traversée par la route nationale 17.

## Démographie
| 2003  | 2006  | 2012 |
| ----- | ----- | ---- |
| 4 172 | 2 735 | -    |

## Santé et éducation
Lalgaye accueille un centre de santé et de promotion sociale (CSPS).